# Langen (Hessen)
Langen település Németországban, Hessen tartományban. Lakosainak száma 40 009 fő (2023. december 31.). Langen Neu-Isenburg, Mörfelden-Walldorf, Egelsbach, Darmstadt és Dreieich községekkel határos.

## Népesség
A település népességének változása:
| Lakosok száma | 35 845 | 37 527 | 37 902 | 38 651 | 39 217 | 40 009 |
|               | 2013   | 2017   | 2019   | 2021   | 2022   | 2023   |